# ماهی دم‌تیز
ماهی دم‌تیز (نام علمی: Radiicephalus elongatus) نام یک گونه از راسته دهان‌گردماهی‌سانان است.